# Љубиша Р. Ђенић
Љубиша Р. Ђенић био је српски хроничар и историчар.
Рођен је 3. маја 1914. године у Чајетини на Златибору. Године 1946. почео је да ради као књижар и наредних двадесет година био је једини стално запослени радник библиотеке у Чајетини. Као библиотекар, промовисао је књиге златиборском становништву. У библиотеци у Чајетини држао је читалачке часове, припремао зидне новине, организовао продајне изложбе књига, књижевне вечери. Отварао је подружнице библиотеке по златиборским селима, у којима је и организовао изложбе књига о пољопривреди и домаћинству. Године 1954. радио је на сређивању књижног фонда библиотеке у Чајетини по међународној децималној класификацији, чиме је обухваћено и једанаест сеоских библиотека-подружница. Тако је чајетинска библиотека постала једна од првих савремених библиотека у ужичком крају.
Током свог рада, Љубиша Р. Ђенић придавао је велики значај и прикупљању и презентовању завичајне грађе, па је 1960-их година формиран и завичајни фонд књига у чајетинској библиотеци. Сакупљао је и старе и ретке књиге.
Захваљујући Љубиши Р. Ђенићу, чајетинска библиотека постала је својеврсни стожер златиборске културе. Под њеним покровитељством одржаване су разне изложбе, књижевне вечери, шаховски турнири...
За свој изузетан допринос култури и просвети у златиборском крају, Љубиша Р. Ђенић добио је 1964. године Вукову награду.
Објавио је 765 различитих радова: 235 новинских чланака, 160 цртежа, 139 прича и ерских пошалица, 43 прилога из етнографије, 30 легенди, 27 разних приказа, 15 биографија и др. Приредио је 31 публикацију, и илустровао је 10 књига и монографија. И о њему самом писали су многи. Међу најзначајније његове радове убрајају се књиге Ерске мудролије и Златиборски летопис. Као сарадник Етнолошког друштва учествовао је и у изради Етнолошког атласа Југославије, описом шеснаест златиборских села.
Поред Вукове награде, Љубиша Р. Ђенић добио је и многа друга признања, међу којима су Златни знак Културно-просветне заједнице Србије, почасна карта Народне библиотеке Србије, дипломе Народног музеја из Ужица и Етнографског музеја из Београда и др.
Љубиша Р. Ђенић умро је у Чајетини. Библиотека у Чајетини, која је до скора носила име Димитрија Туцовића, данас се зове по Љубиши Р. Ђенићу. 